# ديلان شنايدر
ديلان شنايدر (بالإنجليزية: Dylan Schneider)‏ هو منشد أمريكي، ولد في 9 أكتوبر 1999 في تير هوت في الولايات المتحدة.

## وصلات خارجية
- الموقع الرسمي
- ديلان شنايدر على موقع ميوزك برينز (الإنجليزية)
- ديلان شنايدر على موقع ديسكوغز (الإنجليزية)